# シェレシュ・レジェー
シェレシュ・レジェー（Seress Rezső [ˈʃɛrɛʃ ˈrɛʒøː], 1899年11月3日 - 1968年1月11日）はハンガリーのシンガーソングライターで、ピアニスト・作曲家。姓のSeressの末尾はssとなっているが、ハンガリー語の古風な表記で、現代ハンガリー語ならSeresと表記されるもので、発音はシェレッシュとはならずシェレシュである。

## 生涯
もともと演劇を学び、音楽は独学で身につけ、名前が知られるようになって専業とした。1933年に発表された「暗い日曜日」が代表作として知られる。1968年、ブダペストで投身自殺をした。

## 作品について
1933年に発表された「暗い日曜日」は代表作で、ブダペシュトのレストラン「キシュピパ Kispipa Vendéglő 」でピアニストとして活動をしていた時代のもの。作詞者のヤーヴォル・ラースローは、この店のオーナー。キシュピパは名所として、現在も経営している。